# Château de Noyen
Le château de Noyen est un édifice situé rue du Château à Noyen-sur-Seine dans le département français de Seine-et-Marne, en région Île-de-France.
Du premier château, construit au XVIe siècle pour François de Kernevenoy, écuyer du roi Henri II, il ne reste que les communs.
L’actuelle bâtisse est construite à la demande de la comtesse de Montchal au XVIIIe siècle.
Aujourd’hui, copropriété a été cédée à la Fondation Mérimée qui réhabilite les lieux dans l'optique d'ouvrir le château et son parc au public.

## Histoire

### Le premier château

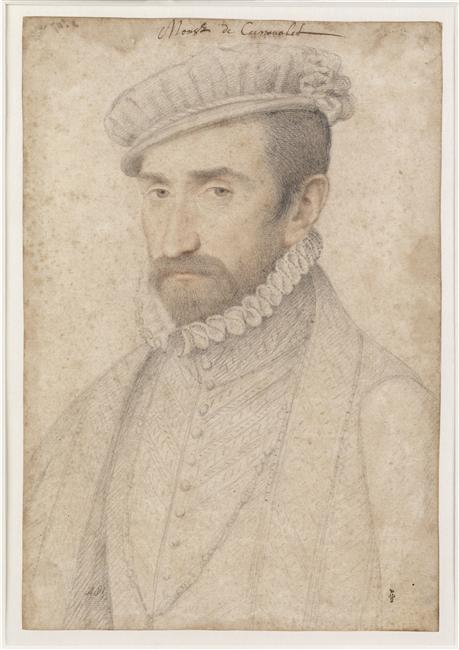
François de Kernevenoy, seigneur de Carnavalet - par François Clouet

Les terres de Noyen sont acquises en 1553 par François de Kernevenoy dit de Carnavalet, Grand Écuyer du roi Henri II dans le but d’y établir un haras royal.
Un premier château y est construit, de 1554 à 1556 sur la cassette royale par l’architecte Philibert Delorme, alors au service exclusif du roi. L’entretien du château et notamment ses écuries, resteront à la charge du roi jusqu’à la disparition de François de Kernevenoy en 1571.
La seigneurie de Noyen passe ensuite à son fils François-Claude, qui, ne laissant aucun héritier, voit ses biens rétrocédés à sa tante Marie de Kernevenoy.
La propriété passe à la famille Fleuriot, par le mariage de cette dernière avec Bertrand Fleuriot, qu’elle avait épousé en 1532.
À partir de 1611, la propriété passe à Marguerite Fleuriot, arrière-petite-fille des précédents, puis à la famille d’Acigné en 1618, à la suite de son mariage avec Jean d’Acigné de Grand-Bois. Le domaine passe à l’aîné de leurs trois fils, Jean, jusqu’à sa disparition en 1674. L’année suivante, le roi Louis XIV, érige Carnavalet et Noyen en comté, pour le frère du précédent, Claude. Ce dernier n’ayant pas d’héritiers, le domaine passe au dernier de la fratrie, Charles.
En 1715, n’ayant également aucun héritier, ce dernier, âgé, vend ses titres et propriétés à Corentin de Carné, lequel les transmets à son fils Louis-Joseph de Carné-Carnavalet. C’est lui, qui, en 1736, vend le château et ses terres à Charles Jean-Pierre Barentin de Montchal. Ce dernier procède à de nombreux aménagements, notamment la vaste avenue dans le prolongement de l’entrée du domaine, dont il doit échanger quelques parcelles aux fermiers alentour, contre celles entourant la dite avenue, par acte du 22 juin 1738. Il y fait également planter deux rangées de peupliers de chaque côté.
À son décès, le domaine passe à Charles-Paul, fils du précédent, qui se marie avec Louise-Magdeleine Bertin de Vaugien.

### L’actuel château
En 1765, cette dernière devient veuve et se retrouve usufruitière des biens de son mari, la nue-propriété revenant à leur fils, Charles Jean-Pierre.
À partir de 1766, elle engage une vaste campagne de travaux, fait raser l’ancienne bâtisse en ne laissant que les communs, et fait également remplacer l’ancienne porte par une grille précédée par un fossé sec. Le nouveau château, construction de grès et briques, ainsi que les aménagements extérieurs ne sont terminés qu’en 1770.
En 1789, survient la Révolution, Charles Jean-Pierre, devenu entre-temps pleinement propriétaire, émigre avec son épouse, Jeanne, née Combres de Bressolles, et leur fils, Charles-Paul, vers le Saint-Empire romain germanique à partir de 1794, le château et l’ensemble de ses biens sont mis sous séquestre et déclarés biens nationaux.
Charles-Paul se marie en 1796 à Erfurt en Thuringe, avec Antoinette Toison de Rocheblanche. La famille continue son exil vers l’Angleterre, où le nouveau couple donne naissance à sa fille unique, Marie-Louise, née à Londres le 2 juillet 1800. La famille revient en France à la déclaration du Premier Empire, regagne Noyen, et parvient à récupérer le château. Charles Jean-Pierre y décède en 1823, succédant à son épouse, disparue l’année précédente. Leur fils Charles-Paul hérite alors et marie sa fille Marie-Louise à Noyen, le 17 mars 1824, à Félix Le François des Courtis, lequel hérite des titres et biens de son beau-père, après son décès survenu au château en 1829.
N’ayant que peu d’attaches pour le domaine, le couple s’en sépare en 1839, en faveur d’Auguste Rodolphe Darblay, Maître des Postes, négociant et député de Seine-et-Oise de 1840 à 1849. Ce dernier, en compagnie de ses petits-fils, Jules, Henri et Léon Muret, seuls descendants issus d’une de ses trois enfants, Jenny Darblay, exploite le domaine, en y installant notamment une distillerie de betteraves. Jules Muret décède en 1866 au château, suivi par son grand-père en 1873. La propriété reste ensuite aux mains des deux frères survivants, Léon et Henri.
En 1906, Léon décède à son tour au château, et son frère Henri le suit l’année suivante. Ce dernier laisse la propriété à sa fille, Henriette, laquelle épouse Marcel Joseph Lemercier, faisant entrer la propriété dans la famille de celui-ci. La propriété passe à la famille Salin par le mariage de leur fille unique, Thérèse, avec Pierre-Edmond Salin. La propriété passe ensuite en indivision avec leurs huit enfants, indivision qui perdure encore aujourd’hui avec leurs descendants.

## Architecture
Le domaine est composé du château, de deux ailes de communs et d’un parc s’étendant sur une soixantaine d’hectares. Les communs, datant du XVIe siècle, ont été légèrement remaniés lors de la reconstruction du château au XVIIIe siècle.
De par la ressemblance avec le château de La Motte-Tilly, voisin, sur certains détails d’architecture, sa construction pourrait être l’œuvre de l’architecte François-Nicolas Lancret.
La longue avenue amenant au château était bordée, à l’origine, par deux rangées de peupliers, de chaque côté. Depuis un ouragan survenu le 22 juin 1861, les arbres, replantés, sont aujourd’hui des platanes.
Le château possède également une ferme attenante aux communs, aujourd’hui exploitée par un agriculteur indépendant.
L’église du village, fût, à l’origine, la chapelle du premier château.

## Protection
Le château, ses dépendances et son parc, sont protégés en totalité au titre des monuments historiques. Ils sont inscrits par arrêtés du 10 août 1961 et du 20 janvier 2008, et classés par arrêtés du 11 juillet 1960 et du 20 janvier 2009.  